# Sanctuaire de Panóias
Le sanctuaire de Panóias, ou Fragas de Panóias, est un site archéologique présentant les vestiges d'un ancien sanctuaire rupestre datant des IIe et IIIe siècles, durant l'Empire romain. Il est situé dans la freguesia de Constantim e Vale de Nogueiras (pt) de la municipalité de Vale de Nogueiras, dans le district de Vila Real, au Portugal,. Il est classé Monument national depuis 1951.

## Description
Le sanctuaire est une enceinte composée de trois grands rochers, où plusieurs cavités de différentes tailles ont été ouvertes et des escaliers d'accès ont été construits. Sur le rocher situé à l'entrée de l'enceinte, plusieurs inscriptions ont été gravées - trois en latin et une en grec, décrivant le rituel initiatique célébré et les dieux à qui il était dédié. L'un d'eux a été détruit au siècle dernier, mais il a été reconstitué à partir de relevés et d'archives antérieurs,.

## Les inscriptions

### Première inscription (manquante)
L'inscription manquante, en latin, se trouvait à 6/7 mètres à l'est de la seconde inscription, sur le côté droit du chemin d'accès à l'enceinte sacrée. Le texte, orienté vers le rocher à l'entrée de l'enceinte, disait :
« DIIS (loci) HVIVS HOSTIAE QVAE CA / DVNT HIC INMOLATVR / EXTRA INTRA QVADRATA / CONTRA CREMANTVR / SANGVIS LACICVLIS IVXTA / SVPERE FVNDITVR »
« Aux dieux et déesses de ce lieu sacré. Les victimes se sacrifient et sont tuées en ce lieu. Les viscères sont brûlés dans les cavités carrées situées à l'avant. Du sang est versé ici, sur le côté, pour les petites cavités. Ce sanctuaire a été créé par Gaius C. Calpurnius Rufinus, membre de l'ordre sénatorial »
 .

### Deuxième inscription
Pour le rocher à l'entrée, vous montez quelques marches, et avant de monter, sur la gauche, vous trouverez la deuxième inscription :
« DIIS CVM AEDE / ET LACV M. QVI / VOTO MISCETVR / G(neus) C(aius) CALP(urnius) RUFI / NVS V(ir) C(larissimus) »
« Aux dieux, avec l'Aedes et l'étang, le passage souterrain, auquel on joint par vote / GC Calpurnius Rufinus consacra à l'intérieur du temple (temple compris comme enceinte sacrée), un aedes, un sanctuaire, dédié aux Dieux Sévères. »

### Troisième inscription
Les vestiges de l'un des petits temples existant dans l'enceinte subsistent. En montant l'escalier et en passant de l'autre côté du rocher, vous trouverez la troisième inscription :
« DIIS DEABVSQVE AE / TERNVM LACVM OMNI / BVSQVE NVMINIBVS / ET LAPITEARVM CVM HOC TEMPLO SACRAVIT / G(neus) C(aius) CALP(urnius) RVFINVS V(ir) C(larissimus) / IN QVO HOSTIAE VOTO CREMANTVR »
« À tous les dieux et déesses, à toutes les divinités, spécialement à celles des Lapiteas, je dédie cette enceinte sacrée, avec ce temple, à Gaius v. Calpurnius Rufinus, homme éclairé, dans lequel les victimes sont brûlées par vote. »
Cette inscription révèle que l'enceinte est dédiée non seulement aux Dieux Sévères mais aussi aux Dieux des Lapitae, dieux de la communauté indigène qui existerait dans la région.

### Quatrième inscription
Devant, nous avons la quatrième inscription (en grec) :
« Y'l'ICTw CEPA PIDI CYN KANqA Pw KAY MYCTOPIOIC C. C. CALP.RVFINVS V/C. »
« L'homme éclairé Caio Calpúrnio Rufino, fils de Caio, consacra, avec un étang et les mystères, (un temple) au dieu suprême Sérapis. »
Le sénateur consacra l'enceinte sacrée à la principale divinité des dieux de l'Enfer, le Très-Haut Sarapis, comprenant un gastra et des mystères. Le gastra, une cavité ronde, se trouve immédiatement derrière l'inscription. Sa fonction dans le rituel était de rôtir la viande de la victime, consommée sur place, devant le nom de la divinité.

### Cinquième inscription
La cinquième inscription indique l’acte final :
« DIIS SE(veris) MAN(ibus) DIIS IRA(tis) / DIIS DEABVSQVE (loca) / TIS (hic sacravit lacum et) / AEDEM (Gneus Caius Ca) LP (urnius Ru) FINVS (Clarissimus Vir) »
« Aux dieux infernaux en colère qui vivent ici, (dédié) Gaius c. Calpurnius Rufinus, homme éclairé. »
Dans ce lieu, l'initié se purifiait avec le sang, le beurre et l'huile avec lesquels il s'était sali.

## Le rituel
La première pierre abrite l'escalier et, à côté, le lacus et le laciculus. On peut y voir la niche creusée dans le granit pour les fondations d'un temple. À l'intérieur, creusées dans la roche, se trouvent les « lavacra purificatrices où les mystae étaient nettoyées avant l'offrande des victimes, ou les dépôts où les prêtres conservaient les instruments du sacrifice.

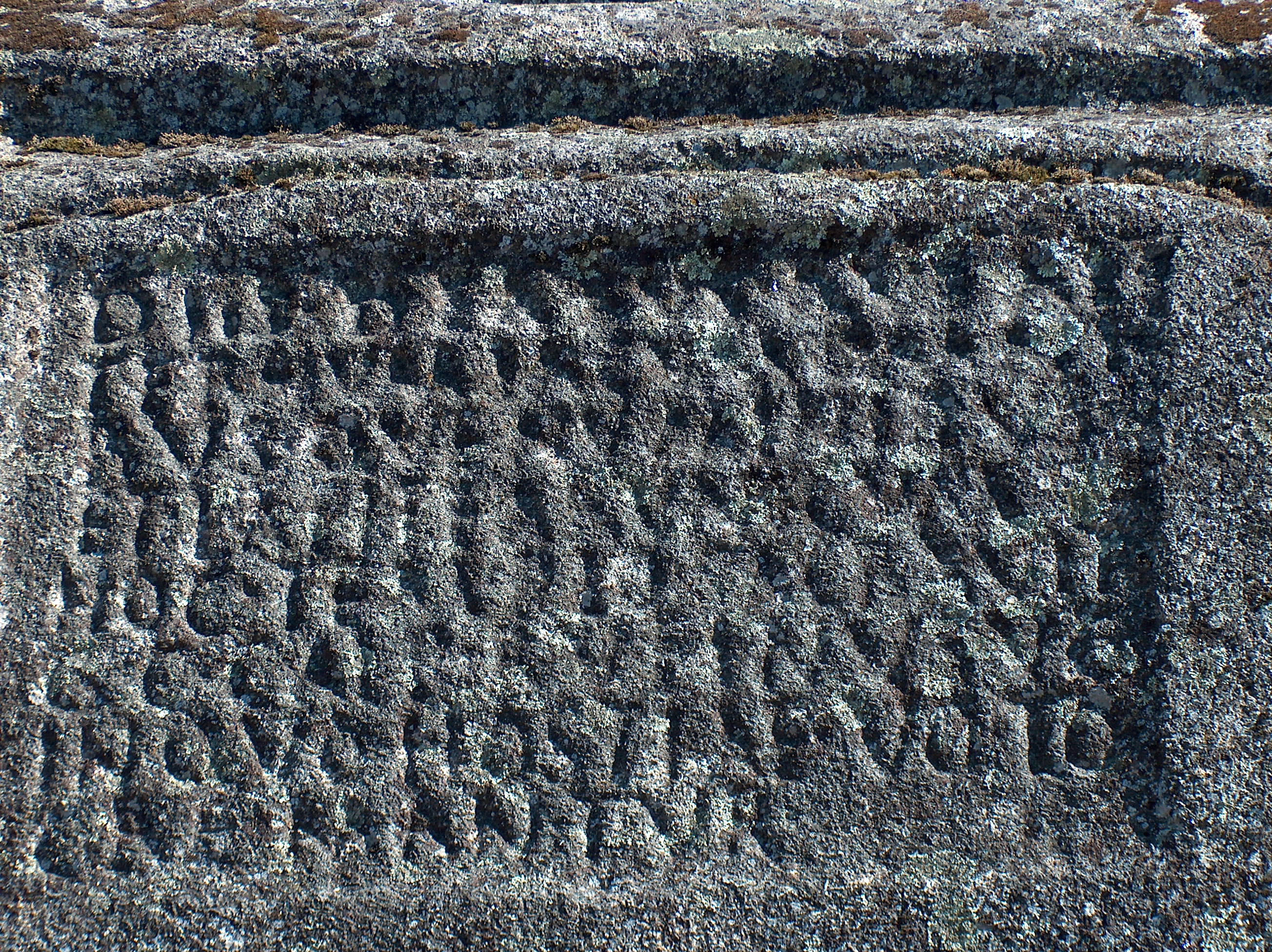
Une des inscriptions.

Dans la deuxième pierre se trouvait un trou destiné à accueillir un poteau en fer ou en bronze, soutenu par deux montants, où étaient attachés les animaux destinés au sacrifice, lesquels étaient ornés de guirlandes. Les prêtres, vêtus de robes blanches et couronnés de branches de laurier, de chêne, de houx, de lierre ou de vigne, selon le dieu auquel le sacrifice était destiné, tenaient à la main la pátera, une sorte de plaque métallique ronde. Plus tard, les victimarii arrivaient, armés de la securis, une hachette utilisée pour écarteler les victimes.
Lorsque tout était prêt, un héraut imposait le silence et les profanes quittaient le lieu saint. Les prêtres aspergeaient la victime de la mola. Les personnes présentes buvaient un peu de vin, avec lequel elles faisaient également la libation, en versant un peu sur la tête de l'animal. Le feu était allumé dans le lacus correspondant et l'encens était brûlé. Là, les Popae, torse nu, conduisaient la victime à l'autel, où elle était mortellement blessée à coups de hache par les Cultrarii, qui lui tranchaient le cou. Le sang était recueilli dans la patera et versé dans les laciculi. La victime était placée sur la table de l'anchorbris, écorchée et démembrée.

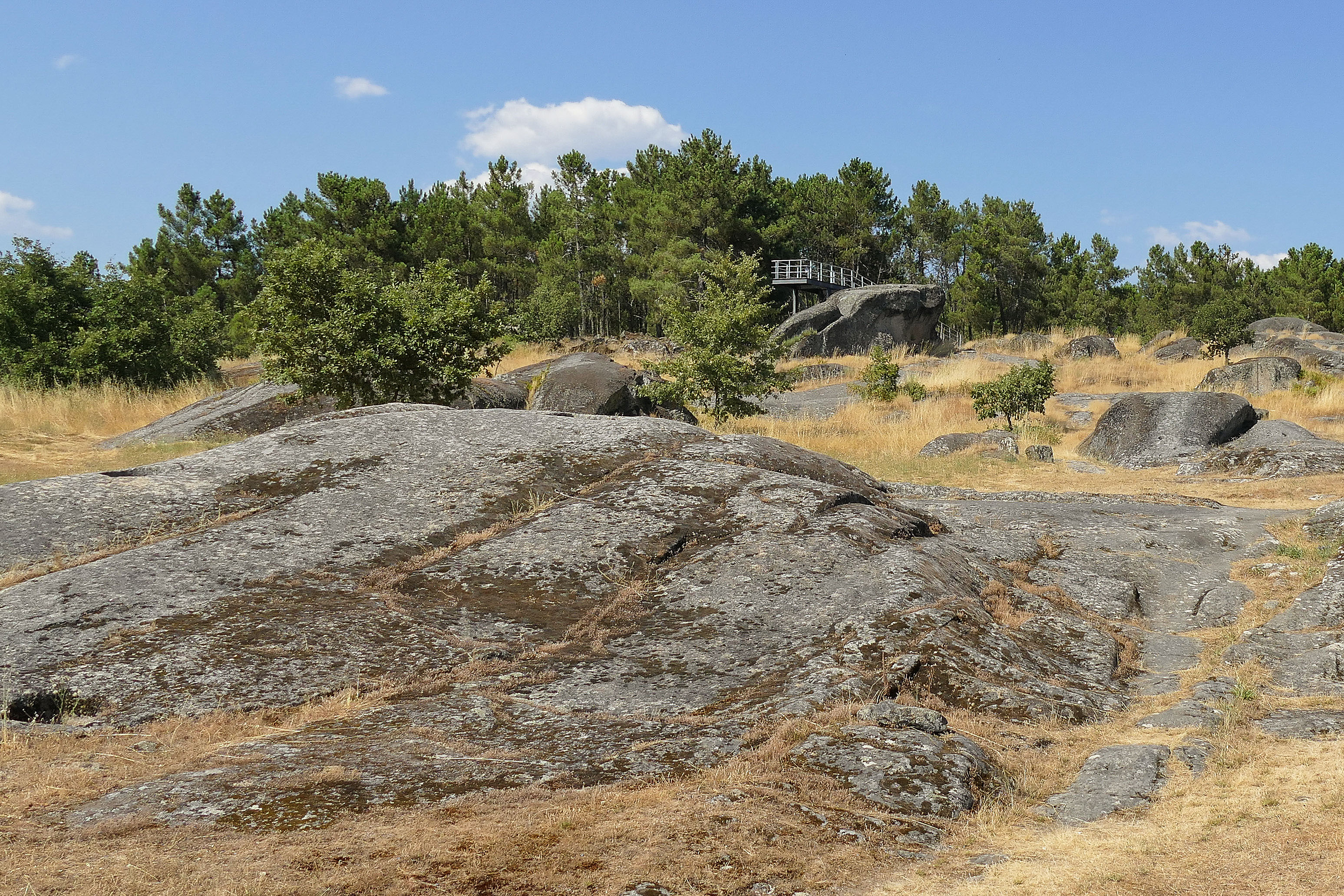
Vue générale du site.

Dans cette pierre est également visible un groupe de lavacra (les bassins purificateurs mentionnés), ainsi que les fondations d'un deuxième temple, dont les pierres de taille se trouvent dans les murs actuels des maisons du village voisin, principalement sur le sol de l'église.
Un peu plus au nord, dans la direction que nous suivons, nous tombons sur un lacus, où l'on peut voir les rainures qui maintenaient les barres de fer qui soutenaient la grille où était rôtie la viande des victimes, et le laciculus, où se trouvait le sang.
À une vingtaine de mètres, du côté est, sont encore conservés dans un petit rocher les vestiges d'un autel préromain, constitué de divers trous reliés par des rainures, où les Lapiteas effectuaient le culte de leurs dieux, comme Reva Marandiguius, une divinité qui vivait dans les hauteurs du Marão, et, hypothétiquement, les serpents et les sangliers.
En continuant vers le nord, par un escalier creusé dans la roche, on tombe sur un autre autel des Lapiteas, constitué d'une grotte et d'un sillon.

## Galerie

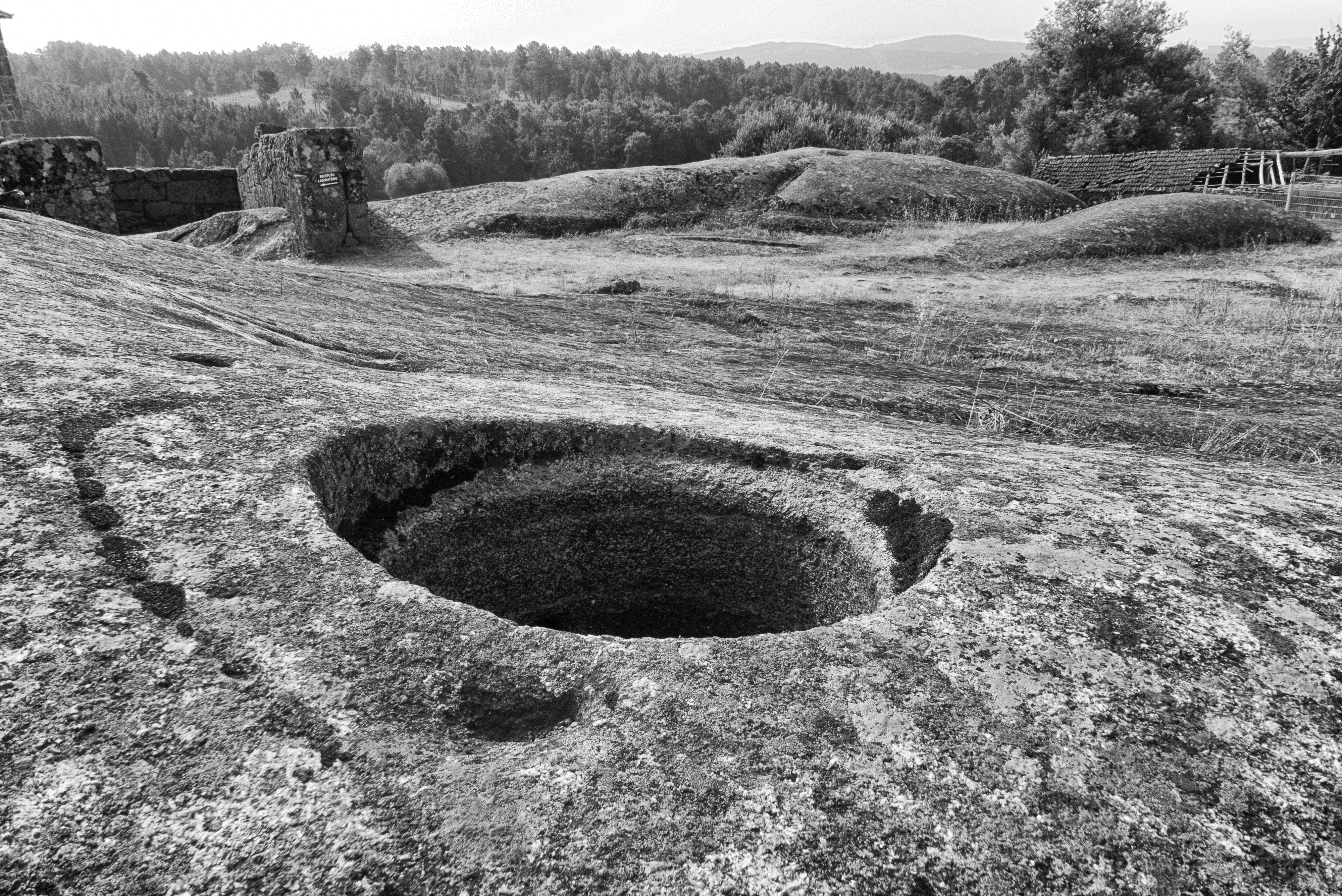
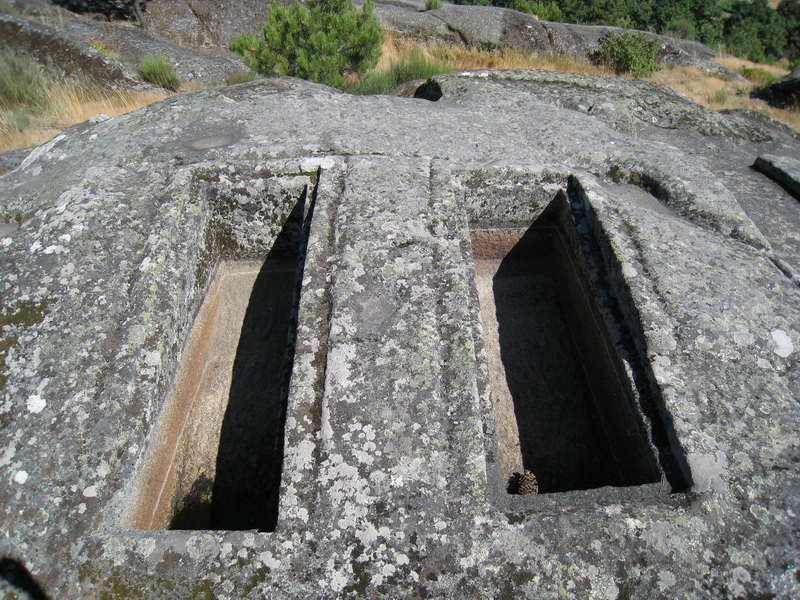
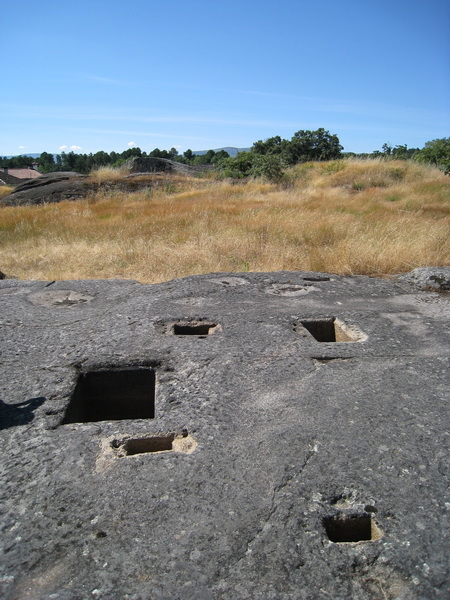
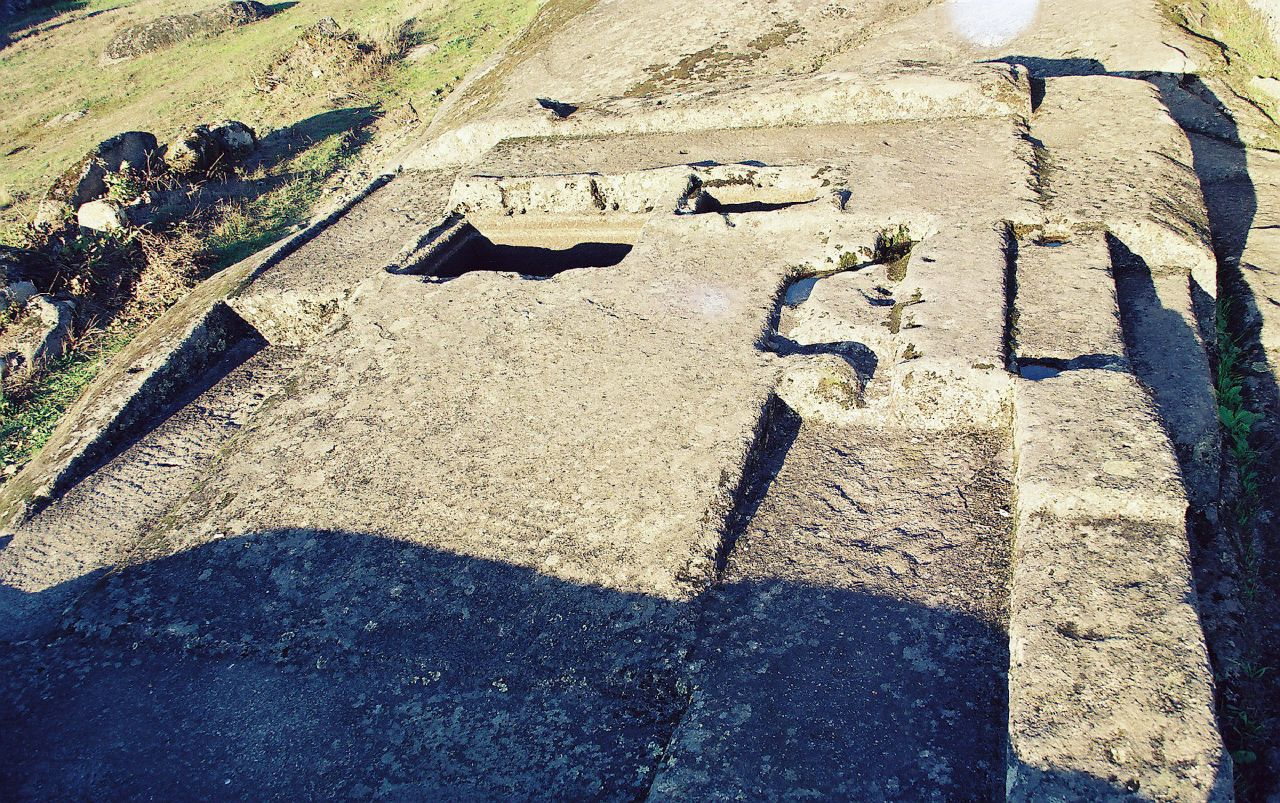